# Lech Piasecki
Pour les articles homonymes, voir Piasecki.

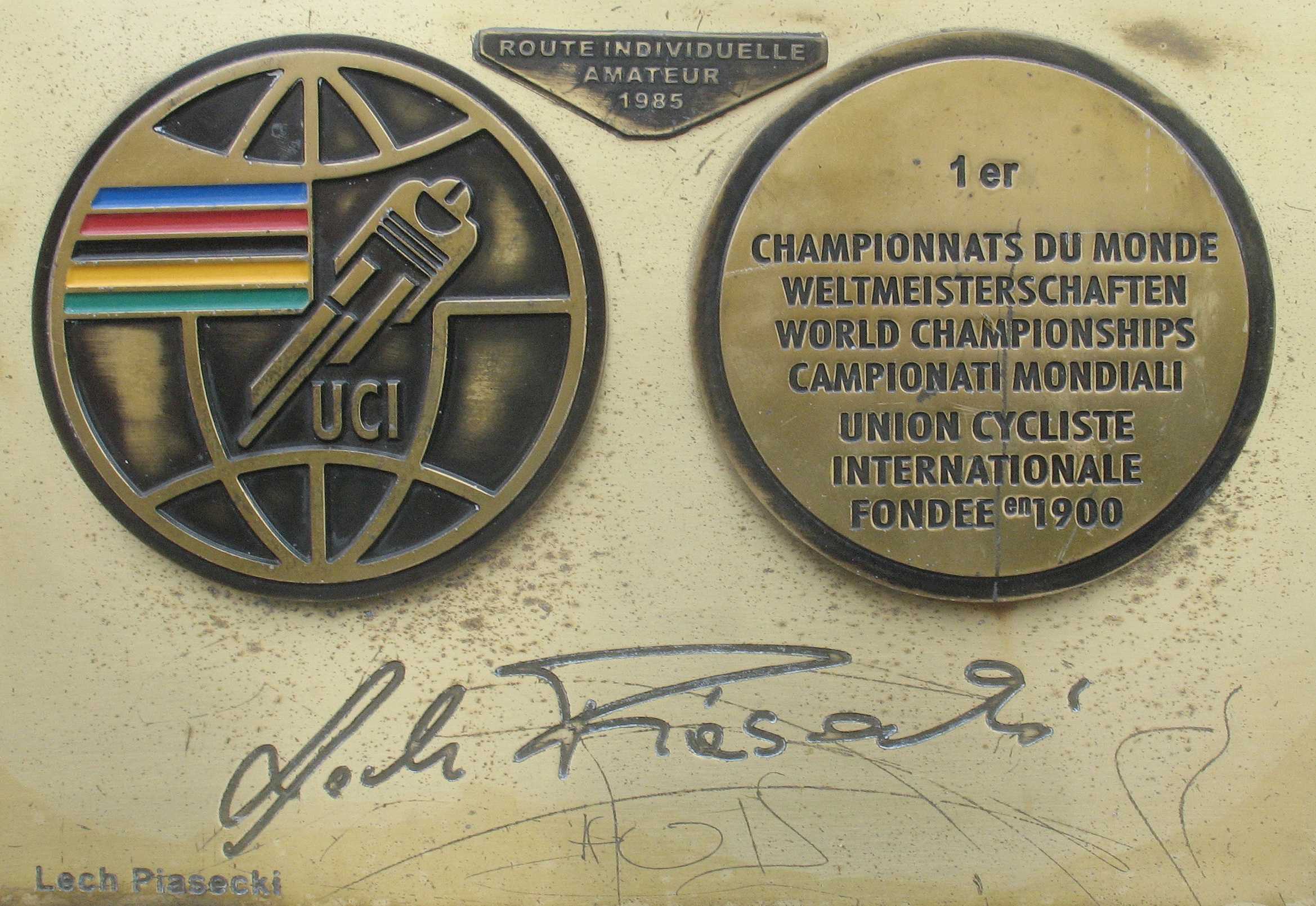
Médaille et autographe de Lech Piasecki -

Lech Piasecki, né le 13 novembre 1961 à Poznań, est un coureur cycliste polonais.
Très bon rouleur, il a remporté cinq étapes (individuelles) du Tour d'Italie, dont quatre contre-la-montre. Il est le premier coureur de l'Est à endosser le maillot jaune du Tour de France, en 1987.

## Palmarès sur route

### Palmarès amateur
- 1979
  -  Champion de Pologne du contre-la-montre juniors
- 1980
  -  Champion de Pologne du contre-la-montre juniors
  - 3e du championnat de Pologne de la montagne
- 1981
  - 8e étape du Tour de Pologne
- 1982
  -  Champion de Pologne sur route
  -  Champion de Pologne de la montagne
  - 6e étape du Tour de Basse-Saxe
  - 7ea étape de la Milk Race
  - Prologue du Tour de Rhénanie-Palatinat
- 1983
  - 6e et 7e (contre-la-montre) étapes du Tour de Pologne
  - 1re et 3e (contre-la-montre) étapes du Dookoła Mazowsza
  - 3e du championnat de Pologne sur route
  - 4e du championnat du monde du contre-la-montre par équipes
- 1984
  -  Champion de Pologne du contre-la-montre
  - 2e du championnat de Pologne de la montagne
  - 3e du championnat de Pologne sur route
- 1985
  -  Champion du monde sur route amateurs
  -  Champion de Pologne du contre-la-montre
  -  Champion de Pologne du contre-la-montre en duo (avec Zenon Jaskuła)
  - 5e étape de la Semaine cycliste bergamasque
  - Course de la Paix :
    - Classement général
    - Prologue, 7e, 8e et 11e (contre-la-montre) étapes

  - 8e étape du Tour d'Autriche (contre-la-montre)
  - 5e étape du Dookoła Mazowsza
  - 1re, 5e et 9ea étapes du Tour de Rhénanie-Palatinat
  - 5e du championnat du monde du contre-la-montre par équipes

### Palmarès professionnel
| - 1986 - 3e (contre-la-montre par équipes) et 12e (contre-la-montre) étapes du Tour d'Italie - 2e étape du Tour de l'Aude - Trophée Baracchi (avec Giuseppe Saronni) - Tour de Romagne - Florence-Pistoia - 1987 - Prologue de Tirreno-Adriatico - 2e du Trophée Baracchi (avec Giuseppe Saronni) - 2e de Florence-Pistoia - 1988 - 21eb étape du Tour d'Italie (contre-la-montre) - 3ea étape du Tour de Catalogne (contre-la-montre par équipes) - Trophée Baracchi (avec Czesław Lang) - 3e de Florence-Pistoia | - 1989 - 7e étape de Tirreno-Adriatico (contre-la-montre) - 10e (contre-la-montre), 15eb et 22e (contre-la-montre) étapes du Tour d'Italie - Tour du Frioul - 1990 - Florence-Pistoia |

## Résultats sur les grands tours

### Tour de France
1 participation
- 1987 : abandon (7e étape),  maillot jaune pendant 2 jours

### Tour d'Italie
5 participations
- 1986 : 65e, vainqueur des 3e (contre-la-montre par équipes) et 12e (contre-la-montre) étapes
- 1987 : 53e
- 1988 : 74e, vainqueur de la 21eb étape (contre-la-montre)
- 1989 : 67e, vainqueur des 10e (contre-la-montre), 15eb et 22e (contre-la-montre) étapes
- 1990 : 56e

### Tour d'Espagne
1 participation
- 1990 : abandon (11e étape)

## Palmarès sur piste

### Championnats du monde
- Gand 1988
  -  Champion du monde de poursuite

### Championnats de Pologne
- 1984
  -  Champion de Pologne de course aux points

## Honneurs et distinctions
- Lech Piasecki est élu Sportif polonais de l'année en 1985.